# 奧多夫湖

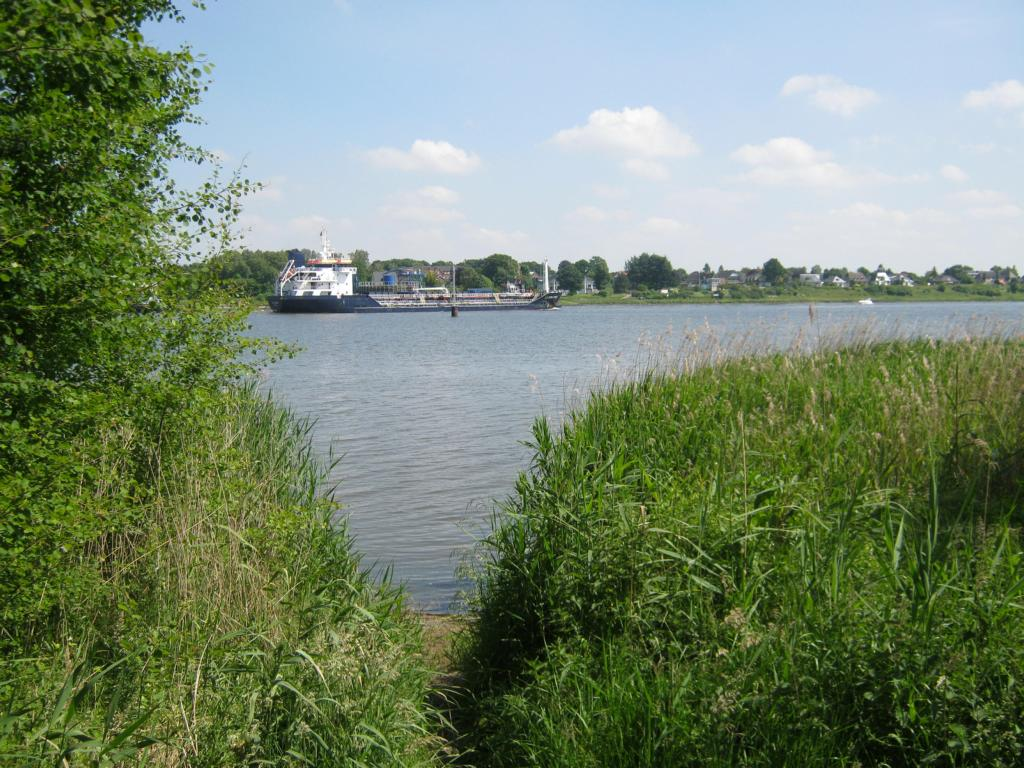

54°19′09″N 9°42′43″E / 54.319287°N 9.711857°E
奧多夫湖（德語：Audorfer See），是德國的湖泊，位於該國北部石勒蘇益格-荷爾斯泰因州，由倫茨堡-埃肯弗德縣負責管轄，面積0.91平方公里，最大水深2.3米，湖岸線長度5.8公里。